# Saundra Santiago
Saundra Santiago (* 13. April 1957 in der Bronx, New York City, New York) ist eine US-amerikanische Schauspielerin.

## Leben
Im Alter von 13 Jahren zog Santiago mit ihren Eltern nach Homestead in Florida. Ihre Eltern stammen aus Kuba und Puerto Rico.
Von der University of Miami erhielt sie ein Stipendium und studierte im Hauptfach Psychologie. Während ihrer Zeit an der Universität entdeckte sie ihr Interesse an der Schauspielerei und absolvierte nach ihrem Abschluss ein weiteres Studium der Theaterkünste an der Southern Methodist University, welches sie ebenfalls erfolgreich abschloss.
Weltweit bekannt wurde Santiago durch ihre Rolle der Polizistin Gina Calabrese in der US-amerikanischen Krimiserie Miami Vice in den 1980er Jahren. Sie wirkte außerdem in den US-Serien Springfield Story und Die Sopranos sowie in dem Film Beat Street in der Rolle der Carmen mit.
Weitere Rollen übernahm sie in den Serien Law & Order und von 2009 bis 2011 in der Rolle der Carlota Vega in Liebe, Lüge, Leidenschaft, wo sie bereits im Jahre 2004 mitwirkte.
Santiago lernte 1994 den Jazzmusiker Roger Squitero kennen, den sie 1999 heiratete.

## Filmografie
- 1979: ¿Qué pasa, U.S.A.? (Fernsehserie, eine Folge)
- 1982: Das Erwachen (The End of August)
- 1984: Beat Street
- 1984–1990: Miami Vice (Fernsehserie, 111 Folgen)
- 1992: Junge Schicksale (ABC Afterschool Specials, Fernsehserie, eine Folge)
- 1992, 2004: Law & Order (Fernsehserie, zwei Folgen)
- 1993: Zum Abschuß freigegeben (With Hostile Intent, Fernsehfilm)
- 1993: Carlito’s Way
- 1994: Detektiv Hanks – Großes Herz und coole Schnauze (The Cosby Mysteries, Fernsehfilm)
- 1995: New York Undercover (Fernsehserie, eine Folge)
- 1995: Das tödliche Dreieck (Deadline for Murder: From the Files of Edna Buchanan, Fernsehfilm)
- 1996: To Sir, with Love II (Fernsehfilm)
- 1997: Nick and Jane
- 1998: Hi-Life in Manhattan
- 1999–2002: Springfield Story (The Guiding Light, Fernsehserie, 24 Folgen)
- 1999–2007: Die Sopranos (The Sopranos, Fernsehserie, fünf Folgen)
- 2002: Garmento
- 2006: The Promise (Kurzfilm)
- 2007: Damages – Im Netz der Macht (Damages, Fernsehserie, fünf Folgen)
- 2008: Cashmere Mafia (Fernsehserie, eine Folge)
- 2009: The Unusuals (Fernsehserie, eine Folge)
- 2009: Bruja (Kurzfilm)
- 2009–2011: Liebe, Lüge, Leidenschaft (One Life to Live, Fernsehserie, 12 Folgen)
- 2011: Person of Interest (Fernsehserie, eine Folge)
- 2013: Meddling Mom (Fernsehfilm)
- 2013: The House That Jack Built
- 2014: Gang Related (Fernsehserie, vier Folgen)
- 2021: Sand Dollar Cove (Fernsehfilm)
- 2023: Rare Objects